# 한채원
한채원(1985년 5월 19일 ~ 2011년 8월 25일)은 대한민국의 배우이자 가수이다. 본명은 정재은이며, ‘유승민’, ‘채원’이란 예명으로 활동하기도 했다. 백제예술대학 방송연예학과를 나왔으며, 2002년 KBS 드라마 《고독》에 비서 역으로 출연하면서 연기 활동을 시작했다. 2009년 그라비아 화보를 발표하였고, 2010년에는 디지털 싱글을 발매하며 가수로 변신을 시도했으나 주목을 받지 못하였다.

## 생애
1985년 5월 19일 경상남도 진해시(현 창원시 진해구) 경화동에서 태어났다. 어린 시절부터 음악, 미술, 문학 등 다양한 부문에서 재능을 보여, 초등학교와 중학교 시절 피아노 콩쿠르, 성악 경연대회, 글짓기 및 미술 대회 등 각종 대회에 나가 입상하였다. 학창시절 음악을 공부하며 지휘자나 음대교수, 성악가 등을 꿈꿨으나 고등학교 3학년때 우연히 교내 연극반 공연을 보고 연기자로 진로를 수정하였다. 고등학교 졸업 무렵부터 약 2년간 케이블 티브이 VJ로 활동하였고, 2002년에는 미스 강원 동계올림픽으로 선발되었다.
2002년 KBS 드라마 《고독》에서 비서 역할을 맡으며 연기 활동을 시작했으며, 2003년 5월 MBC 시트콤 《논스톱3》에 최민용을 짝사랑하는 후배 역으로 출연하기도 하였다. 이후 소속사가 문을 닫는 바람에 방황하며 3년여간 혼자서 가수가 되려고 노력하기도 했으나 실패하였다. 2009년 ‘망상촬영’을 이용한 그라비아 화보를 발표하였고, 2010년에는 디지털 싱글 앨범 《Ma! Boy?》를 발표하며 가수로 변신을 시도했으나 주목을 받지 못하였다.

## 사망
2011년 8월 25일 오전 서울 연희동 자택에서 목을 매 숨진채 발견되었다. 그의 죽음은 한 달 이상이 지난 10월 8일에야 언론을 통해 세상에 알려졌다. 언론은 경찰의 말을 인용 한채원이 2007년부터 우울증으로 약물치료를 받아왔다고 전했다. 경찰은 “오랫동안 방송 출연 기회가 없던 한씨가   대중의 주목을 받지 못하자 스트레스로 우울증을 겪은 것으로 조사됐다.”며 “그의 일기장에는 ‘죽고 싶다’는 문구가 많았다.”고 말했다.
한편, 한 연예계 관계자는 “한씨가 연이어 캐스팅에 실패한 뒤 몇몇 사람으로부터 특정 작품에 배역을 따줄 테니 투자비를 가져오라는 제의를 받은 것으로 안다. 심지어 8,000만원의 거액을 요구 받기도 했다.”고 전했다. 한채원의 한 지인은 그녀가 연예계 관계자들에게 사기를 많이 당해 힘들어 했다며, 죽기 한 달 전쯤에도 전화가 와 ‘세상에 더 믿을 게 없다.’라며 울었다고 밝혔다. 한채원은 7월 18일 자신의 미니홈피에 “정말 노코멘트하고 싶지만... 이제 그만 아프고 그만 울고 싶어. 세상에선 돈보다 중요한 건 많아. 내가 성공하면 모든 건 해결되지만... 참...”이라는 글을 남긴 바 있다.
한국일보는 한채원이 화보 촬영, 가수 데뷔까지 하는 등 끊임없는 변화를 시도했고, 이름도 세 번이나 바꿨지만 결국 대중의 관심을 받지 못한 채 무대에서 사라졌다고 평했다.

## 출연 작품
- 고독 (2002년, KBS)
- 논스톱3 (2003년, MBC)

## 음반
- 2010년 《Ma! Boy?》 (디지털 싱글)

## 수상
- 2002년 미스코리아 강원 동계올림픽[11]